# Carlo di Monaco
Carlo di Monaco (nome completo in francese Marie Charles Auguste; Parigi, 1º gennaio 1722 – Prats-de-Mollo-la-Preste, 24 agosto 1749) è stato un principe e militare monegasco.

## Biografia

### Gioventù
Il principe Carlo nacque il 1⁰ gennaio 1722, quartogenito di Luisa Ippolita e di Jacques Goyon. Nell'ottobre 1736 ricevette il titolo di conte di Matignon.

### Carriera
Fu capitano del Régiment de Monaco nella fanteria francese e nel giugno 1744 Luigi XV di Francia gli affidò il Régiment de Forest. Nel dicembre 1748 fu promosso al grado di Brigadiere degli Eserciti.

### Morte
Morì di vaiolo mentre si trovava con il suo reggimento a Prats-de-Mollo-la-Preste, all'età di 27 anni.

## Titoli e trattamento
- 1⁰ gennaio 1722 - ottobre 1736: Sua Altezza Serenissima, il principe Carlo di Monaco, conte di Carladès
- ottobre 1736 - 24 agosto 1749: Sua Altezza Serenissima, il principe Carlo di Monaco, conte di Carladès, conte di Matignon

## Ascendenza
|                          |                   |                                | Genitori                           |  |  | Nonni |  |  | Bisnonni       |  |  | Trisnonni     |  |
|                          |                   |                                |                                    |  |  |       |  |  | François Goyon |  |  | Charles Goyon |  |
|                          |                   |                                |                                    |  |  |       |  |  | François Goyon |  |  | Charles Goyon |  |
|                          |                   | Eleonor d'Orléans-Longueville  |                                    |  |  |       |  |  | François Goyon |  |  |               |  |
| Jacques Goyon            |                   |                                |                                    |  |  |       |  |  | François Goyon |  |  |               |  |
|                          |                   | Anne Malon de Bercy            | Charles II Claude Malon            |  |  |       |  |  |                |  |  |               |  |
|                          |                   | Anne Malon de Bercy            | Charles II Claude Malon            |  |  |       |  |  |                |  |  |               |  |
|                          |                   | Anne Malon de Bercy            | Catherine Habert de Montmort       |  |  |       |  |  |                |  |  |               |  |
| Jacques Goyon            |                   | Anne Malon de Bercy            |                                    |  |  |       |  |  |                |  |  |               |  |
|                          |                   | Henri Goyon                    | François Goyon                     |  |  |       |  |  |                |  |  |               |  |
|                          |                   | Henri Goyon                    | François Goyon                     |  |  |       |  |  |                |  |  |               |  |
|                          |                   | Henri Goyon                    | Anne Malon de Bercy                |  |  |       |  |  |                |  |  |               |  |
| Charlotte Goyon          |                   | Henri Goyon                    |                                    |  |  |       |  |  |                |  |  |               |  |
|                          |                   | Marie Françoise Le Tellier     | François Le Tellier                |  |  |       |  |  |                |  |  |               |  |
|                          |                   | Marie Françoise Le Tellier     | François Le Tellier                |  |  |       |  |  |                |  |  |               |  |
|                          |                   | Marie Françoise Le Tellier     | Charlotte Crespin du Bec           |  |  |       |  |  |                |  |  |               |  |
| Carlo di Monaco          |                   | Marie Françoise Le Tellier     |                                    |  |  |       |  |  |                |  |  |               |  |
|                          | Luigi I di Monaco | Ercole Grimaldi                |                                    |  |  |       |  |  |                |  |  |               |  |
|                          | Luigi I di Monaco | Ercole Grimaldi                |                                    |  |  |       |  |  |                |  |  |               |  |
|                          | Luigi I di Monaco | Maria Aurelia Spinola          |                                    |  |  |       |  |  |                |  |  |               |  |
| Antonio I di Monaco      | Luigi I di Monaco |                                |                                    |  |  |       |  |  |                |  |  |               |  |
|                          |                   | Catherine Charlotte de Gramont | Antoine III de Gramont             |  |  |       |  |  |                |  |  |               |  |
|                          |                   | Catherine Charlotte de Gramont | Antoine III de Gramont             |  |  |       |  |  |                |  |  |               |  |
|                          |                   | Catherine Charlotte de Gramont | Françoise Marguerite du Plessis    |  |  |       |  |  |                |  |  |               |  |
| Luisa Ippolita di Monaco |                   | Catherine Charlotte de Gramont |                                    |  |  |       |  |  |                |  |  |               |  |
|                          |                   | Luigi di Lorena                | Enrico di Lorena-Harcourt          |  |  |       |  |  |                |  |  |               |  |
|                          |                   | Luigi di Lorena                | Enrico di Lorena-Harcourt          |  |  |       |  |  |                |  |  |               |  |
|                          |                   | Luigi di Lorena                | Marguerite Philippe du Cambout     |  |  |       |  |  |                |  |  |               |  |
| Maria di Lorena          |                   | Luigi di Lorena                |                                    |  |  |       |  |  |                |  |  |               |  |
|                          |                   | Catherine de Neufville         | Nicolas de Neufville               |  |  |       |  |  |                |  |  |               |  |
|                          |                   | Catherine de Neufville         | Nicolas de Neufville               |  |  |       |  |  |                |  |  |               |  |
|                          |                   | Catherine de Neufville         | Madeleine de Blanchefort de Créquy |  |  |       |  |  |                |  |  |               |  |
|                          |                   | Catherine de Neufville         |                                    |  |  |       |  |  |                |  |  |               |  |